# Vuitanta-set
El vuitanta-set o huitanta-set és un nombre natural que segueix el vuitanta-sis i precedeix el vuitanta-vuit. S'escriu 87 o LXXXVII segons el sistema de numeració emprat.

## En altres dominis
- És el nombre atòmic del franci.
- Designa l'any 87 i el 87 aC